# Nicolò Beregan
Nicolò Beregan (také Nicholas Berengani nebo Bergani) (21. února 1627 Vicenza – 17. prosince 1713 Benátky) byl italský šlechtic, právník, básník, historik, překladatel a operní libretista.

## Život
Nicholas Beregan se narodil ve Vicenze ve šlechtické rodině 21. února 1627 (uvádí se také datum 11. února). Stal se nejen prominentním právníkem v Benátkách, ale i významným učencem, překladatelem, historikem, básníkem a autorem operních libret. Byl členem několika akademií: Accademia Dodonei v Benátkách, Accademia Concordi v Ravenně a Accademia Gelati v Bologni.
V roce 1647 se oženil s Orsettou Garzadori členkou dalšího šlechtického rodu z Vicenzy. V letech 1656-1660 byl vykázán z Benátek a žil v exilu kvůli sporu s vlámským obchodníkem pocházejícím z Hamburku. V roce 1660 byl zcela osvobozen a do Benátek se vrátil.
Jeho libreta byla převážně hrdinského charakteru a zhudebňovali je nejslavnější skladatelé té doby ještě i po smrti autora.

## Dílo
- L'Annibale in Capua (hudba Pietro Andrea Ziani, 1661; Vincenzo Tozzi, 1664; Georg Caspar Schürmann, 1724)
- Il Tito (hudba Antonio Cesti, 1666)
- Genserico (hudba Antonio Cesti, 1669; Gian Domenico Partenio, 1669)
- L'Heraclio (hudba Pietro Andrea Ziani, 1671)
- L'Ottavio Cesare Augusto (hudba Giovanni Legrenzi, 1682; Giuseppe Antonio Vincenzo Aldrovandini, 1697)
- Giustino (hudba Giovanni Legrenzi, 1683; Alessandro Scarlatti, 1684; Antonio Vivaldi, 1724; Georg Friedrich Händel 1737)
- La Fedeltà consolata dalla Speranza (serenata; hudba Antonio Giannettini, 1685)
- Amor sincero (serenata; hudba Antonio Giannettini, 1686)